# Анненский, Александр Исидорович
Алекса́ндр Иси́дорович А́нненский (26 февраля 1950, Москва, СССР — 13 апреля 2021) — российский кинодраматург, писатель, публицист. Сын кинорежиссёра Исидора Анненского.

## Биография
После окончания сценарного факультета Всесоюзного государственного института кинематографии (ВГИКа) (1973 год, мастерская профессора И. Маневича) в течение нескольких лет был членом экипажей пассажирских судов загранплавания Черноморского морского пароходства. Работал в АПН (РИА «Новости»), на киностудиях, в центральных газетах, журналах, издательствах Москвы, на Центральном телевидении в качестве журналиста, режиссёра, старшего редактора, члена сценарной коллегии. Был владельцем, генеральным директором и главным редактором собственного издательского Объединения «Глобус», первым заместителем председателя Комитета московских литераторов, главным редактором одной из крупнейших российских телевизионных компаний в Москве — «Останкино» (2009 г.).
Член Гильдии кинодраматургов России, Международной федерации журналистов, Союза кинематографистов России. Преподавал в Высшей национальной Школе телевидения, Гуманитарном институте телевидения и радиовещания им. М. Литовчина.
Сотрудничал в качестве европейского корреспондента с одним из крупных российских деловых информационных агентств. Автор многих статей, репортажей в российской и зарубежной прессе, книг, киносценариев.
Вёл блог на сайте радиостанции «Эхо Москвы».
В 2007 году полнометражный документальный фильм «Старик и небо» по сценарию А. Анненского (режиссёр М. Масленников) удостоен специального Диплома и Медали «Пётр I» за новизну раскрытия образов героев Великой Отечественной войны на Пятом Международном фестивале военного кино им. Ю. Н. Озерова.
Жил в Западной Европе. Скончался 13 апреля 2021 года в Вюрцбурге (Германия). Прах захоронен в могиле родителей на Троекуровском кладбище.

## Сочинения
- «Инспектор таможни». Киноповесть. — Москва, «Глобус», 1991. — 62 с. — тираж 50000 экз. ББК-85.374 А68
- «Карусель». Киноповесть. — Hannover, «Bukwa», 2006. — 57 с. «Bukva Verlag ®»2006
- «Эти поразительные Russians!» — Москва, «Астрель», 2008. — 315 с. (вариант в мягк. обложке). ISBN 978-5-9762-5697-2
- «Nаши в городе» — Москва, «Астрель», 2008. — 315 с. (вариант в тверд. переплете). ISBN 978-5-17-049780-5
- «ПАРИЖ» — Москва, «Эксмо», 2008. — 192 с. (в соавторстве). ISBN 978-5-699-28445-0
- «Европа на ленте» — Sindelfingen, «Stella», 2010. — 495 с. ISBN 978-3-941953-14-7
- «Фанера над Парижем. Эпизоды» — Sindelfingen, «Stella», 2011. — 350 с. ISBN 978-3-941953-26-0
- "Сто один пост на радио «Эхо Москвы» — Германия, 2012. — 244 стр, 84 илл. ISBN 978-3-9369-9664-4 (ошибоч.)

## Избранная фильмография
- Старик и небо (документальный), Приз Международного фестиваля военного кино, 2007 г.
- Карусель (игровой)
- Инспектор таможни (игровой)
- Точка опоры (игровой)
- Люди и горы (документальный)
- Беде навстречу (короткометражный)
- В течение суток
- В вечном движении (документальный)
- Микрообъекты (документальный)
- Опасные игры (короткометражный)
- Книги в СССР (документальный)
- Мы из МУРа
- Стать солдатом (документальный)
- Глазами друзей (документальный)
- Мы строим (документальный), Премия «Золотое перо АПН»
- Бригада (документальный)
- Право на крылья (документальный)
- Бригадир (документальный)
- Мы работаем на ЗАУ (документальный)